# ماركو أندريه
ماركو أندريه (31 يوليو 1987 بباكوس دي فيريرا في البرتغال - ) هو لاعب كرة قدم برتغالي في مركز الدفاع.

## وصلات خارجية
- ماركو أندريه على موقع قاعدة بيانات كرة القدم.إي يو (الإنجليزية)